# Honda VTR 1000 F
La Honda VTR 1000 F Firestorm (conosciuta anche semplicemente come Honda VTR 1000 F)  è una motocicletta prodotta dalla Honda dal 1997 al 2007.

## Descrizione
Fu introdotta nel mercato nel 1997, la sua caratteristica principale era il propulsore: un motore a quattro tempi bicilindrico a V con un'angolazione di 90° gradi tra i cilindri.